# Abbaye de Repton
Pour le prieuré augustin, voir Prieuré de Repton.
L'abbaye de Repton est un ancien monastère double bénédictin situé à Repton, dans le Derbyshire, en Angleterre. Fondée au VIIe siècle, elle est abandonnée après l'invasion du royaume de Mercie par les Vikings en 873. Elle laisse la place à l'actuelle église Saint-Wystan de Repton.

## Histoire
L'abbaye de Repton semble avoir été fondée comme monastère double vers 675 sur des terres concédées par un prince nommé Friduricus à Hædda, abbé du monastère (en) de Breedon on the Hill. Les fouilles archéologiques ont permis d'établir qu'il existait déjà avant cette date un établissement humain comportant plusieurs bâtiments en rondins qui ont progressivement été remplacés par des bâtiments en pierre.
Plusieurs rois et membres de la famille royale de Mercie sont enterrés à Repton : Æthelbald en 757, Wiglaf en 840 et Wigstan (Wystan) en 849. Ce dernier est considéré comme saint et un culte se développe autour de sa tombe. Un fragment de croix découvert dans l'église représente un guerrier à cheval coiffé d'un diadème, qui pourrait avoir fait partie d'un mémorial à Æthelbald.
Durant l'hiver de 873-874, la Grande Armée viking passe l'hiver à Repton. Cette date marque apparemment la fin de la communauté monastique de Repton, dont aucune mention n'est faite après cette date. L'église abbatiale n'est cependant pas détruite par les Vikings, qui intègrent ses murs au système de fortifications qu'ils élèvent autour de Repton. Reconstruite après leur départ, elle devient l'église paroissiale Saint-Wystan de Repton. Certains endroits conservent la trace du bâtiment primitif, en particulier la crypte aux colonnes torsadées qui abritait les restes de Wigstan et qui date probablement du règne de Wiglaf.

## Jeu vidéo
L'abbaye est un lieu majeur de l'histoire du jeu Assassin's Creed Valhalla, tout comme la ville de Repton.